# 朱尼亚塔河
朱尼亚塔河（英語：Juniata River）是薩斯奎哈納河的一条支流，长约104英里（167） ，位于美国宾夕法尼亚州中部，沿途有许多风景，是曾经的殖民地边界线。